# ハイセーヤスダ
ハイセーヤスダ（本名：黒崎 竜太郎（くろさき りゅうたろう）、1966年1月15日 - ）は、神奈川県・鎌倉市出身のフリーライターである。テンプル大学ジャパンキャンパス中退。

## 概要
にっかつ芸術学院映像創作科シナリオコース卒業。テレビ番組制作の泉放送制作株式会社を経て、1990年、編集プロダクション・株式会社G.B.に入社。中2時代、高2時代、高3時代では主に芸能人のインタビュー記事を担当。マミイ、小学五年生、蛍雪時代などの編集を経て、東京スポーツや内外タイムスで連載したこともある。
1997年、ez、MEN'S WALKER、宝島などの編集を手がけ、マンガ情報雑誌comnaviでは漫画家の赤塚不二夫の担当を務める。近年は週刊特報、サンデー毎日、週刊プレイボーイ、Can DO!ぴあ、ケータイMAGAZINE、第三文明、週刊少年キング、毎日グラフアミューズ、ベストギア、She's ブレイク！、モバッチェ、ウルトラ1、週刊ポスト、月刊DONDON、ケータイ攻略マガジン、デジタルネットギアほか、インターネット媒体でi-mode style（ソフトバンク）やiキューピット（デイジット）、imodeＣLUB（イーストプレス）を編集。週刊実話や増刊新鮮組、実話ドキュメントの記者としても活動した。
一時期、ジャーナリスト・大林高士のゴーストライターをしていたことを、大林の死後、2012年9月に主宰した「偲ぶ会」で明かしている。impressTVでプロレスのマスクを被って海外ゲームの解説を務めたこともある。以前はペンネームをその度使い分けてきたが、2003年からはファンであるボクシングを中心としたブログ「拳論」の管理者として「ハイセーヤスダ」のペンネームを固定。また、幼少時を施設で過ごした経験から、施設への寄付をするボランティア活動も行っている。

## 著書
- サイバースペースからの挑戦状
- 公安アンダーワールド